# Deinopa phaleniforma
Deinopa phaleniforma là một loài bướm đêm trong họ Erebidae.